# Kaoru Otsuki
Kaoru Otsuki (大月 薰 Ōtsuki Kaoru?,  6 de agosto de 1888-21 de diciembre de 1970) fue una mujer japonesa conocida por ser la segunda mujer de Sun Yat-sen, el fundador de la República de China.

## Biografía
Kaoru Otsuki nació en Yokohama, Prefectura de Kanagawa (Imperio del Japón) el 6 de agosto de 1888.
La primera vez que conoció a Sun Yat-sen fue en el barrio chino de Yokohama en 1898, cuando tiró un jarrón y se disculpó con Sun. En 1901, Sun acudió al padre de Kaoru para pedirle la mano de ésta, a lo que el Sr. Otsuki se negó debido a la diferencia de edad de ambos, Sun tenía en aquel momento 37 años mientras que Kaoru tenía sólo 13. Al año siguiente, Sun volvió a pedir la mano de Kaoru y el Sr. Otsuki cedió. Sun Yat-sen y Kaoru Otsuki se casaron en Yokohama en 1905, cuando Sun regresó a Japón tras un viaje por Indochina, Europa y Estados Unidos. En aquel momento, Sin seguía casado con su primera mujer, Lu Muzhen. Cabe reseñar que la Poliginia exógena era relativamente común en la China de aquella época (véase: Matrimonio en China).
Además de Kaoru, informes de las autoridades japonesas sobre Sun Yat-sen indican que debía tener otra amante japonesa durante su estancia en Yokohama llamada Haru Asada (浅田春?), la cual era catalogada en los informes como «concubina» de Sun. Ésta joven murió en 1902, antes de que Sun Yat-sen volviese a acudir al padre de Kaoru Otsuki.
Sin embargo, Sun se marchó de Japón a China antes de que Kaoru diese a luz a su hija, Fumiko, el 12 de mayo de 1906. Nunca regresaría a Japón ni conocería a su hija. Debido a la desperación por problemas económicos, Kaoru envío a Fumiko a la familia Miyagawa en adopción en 1911. Más tarde, Kaoru volvería a casarse en dos ocasiones: La primera con Shūji Miwa (三輪 秀司?), el hermano menor del presidente del Banco Shizuoka, Shingorō Miwa (三輪 新五郎?), y más tarde con Motomune Sanekata (實方 元心?), el abad de Toko-ji en Ashikaga (Tochigi). Con el segundo tendría un hijo, Motonobu Sanekata (实方 元信?), y una hija.
Kaoru se reencontraría con su hija mayor, Fumiko, en 1955 cuano ésta visitó Toko-ji con su hijo mayor.
Kaoru Otsuki murió el 21 de diciembre de 1970 con 82 años. Los gobiernos tanto de la República Popular de China (China continental) como de la República de China (Taiwán) eran conocedoras del matrimonio de Kaoru con Sun Yat-sen. El nieto de Sun Yat-sen, Toichi Miyagawa (宮川東一 Miyagawa Tōichi?,  hijo mayor de Fumiko Miyagawa, hija de Kaoru y Sun Yat-sen) fue invitado a las celebraciones del centenario de la Revolución de Xinhai que tuvieron lugar en Wuhan, República Popular de China, en 2011.